# Paljanska Miljacka
Paljanska Miljacka är ett vattendrag i Bosnien och Hercegovina.   Det ligger i entiteten Republika Srpska, i den centrala delen av landet, 11 km öster om huvudstaden Sarajevo.
I omgivningarna runt Paljanska Miljacka växer i huvudsak blandskog. Runt Paljanska Miljacka är det ganska tätbefolkat, med 70 invånare per kvadratkilometer.